# Міста Великої Британії
Статус міста-сіті (англ. city) у Великій Британії офіційно присвоєно 76 містам (стан: грудень 2022):
- У  Англії — 55;
- В  Уельсі — 7;
- У  Шотландії — 8;
- У  Північної Ірландії — 6.

Список складено за провінціями Великої Британії, у межах яких міста наведено за абеткою за їхніми оригінальним англійським назвам. У колонці «(Єпархіальний) собор»  вказано кафедральні собори діоцезів англіканської церкви, присутність яких була до 1888 року підставою присвоєння місту статусу «сіті». З 1888 року, присутність собору перестала впливати на статус «сіті», тому всі присвоєння статусу після цієї дати помічено як «не було».

## Англія
| Герб | Місто                           | Рік присвоєння статусу «сіті» | Чисельність населення, тис. осіб | за даними, р. | (Єпархіальний) собор (до 1888) | Врядування                   | Графство або область                                                                          |
| ---- | ------------------------------- | ----------------------------- | -------------------------------- | ------------- | ------------------------------ | ---------------------------- | --------------------------------------------------------------------------------------------- |
|      | Бат                             | з незапам'ятних часів         | 80,00                            |               | Батське абатство               | Charter trustees             | графство Сомерсет (Сомерсетшир)                                                               |
|      | Бірмінгем                       | 1889                          | 1010                             | 2005          | не було                        | Район місцевого врядування   | графство Вест-Мідлендс                                                                        |
|      | Бредфорд                        | 1897                          | 497,40                           | 2007          | не було                        | Район місцевого врядування   | графство Західний Йоркшир                                                                     |
|      | Брайтон та Хоув                 | 2000                          | 253,50                           | 2007          | не було                        | Район місцевого врядування   | графство Східний Суссекс                                                                      |
|      | Бристоль                        | 1542                          | 416,40                           | 2007          | Бристольський собор            | Район місцевого врядування   | місто-графство Бристоль, між графствами Глостершир та Сомерсет, з 1974 до 1996 графство Ейвон |
|      | Кембридж                        | 1951                          | 120,00                           | 2007          | не було                        | Район місцевого врядування   | графство Кембриджшир                                                                          |
|      | Кентербері                      | з незапам'ятних часів         | 148,00                           | 2007          | Кентерберійський собор         | Район місцевого врядування   | графство Кент                                                                                 |
|      | Карлайл                         | з незапам'ятних часів         | 103,50                           | 2007          | Карлайлський собор             | Район місцевого врядування   | графство Камбрія                                                                              |
|      | Колчестер                       | 2022                          | 192,7                            | 2022          |                                | Район місцевого врядування   | графство Ессекс                                                                               |
|      | Челмсфорд                       | 2012                          | 168,3                            | 2011          |                                | Район місцевого врядування   | Графство Ессекс                                                                               |
|      | Честер                          | 1541                          | 119,90                           |               | Chester Cathedral              | Район місцевого врядування ‡ | графство Чешир                                                                                |
|      | Чичестер                        | з незапам'ятних часів         | 23,73                            | 2001          | Чичестерський собор            | Цивільний прихід             | графство Західний Сассекс                                                                     |
|      | Ковентрі                        | 1345                          | 306,70                           | 2006          | Собор (Ковентрі, Англія)       | Район місцевого врядування   | графство Західний Мідлендс                                                                    |
|      | Дербі                           | 1977                          | 236,30                           | 2006          | не було                        | Район місцевого врядування   | графство Дербішир                                                                             |
|      | Дарем                           | з незапам'ятних часів         | 94,30                            | 2007          | Даремський собор               | Район місцевого врядування ‡ | графство Дарем                                                                                |
|      | Донкастер                       | 2022                          | 308,16                           | 2021          |                                | Район місцевого врядування   | графство Південний Йоркшир                                                                    |
|      | Ілі                             | з незапам'ятних часів         | 15,10                            |               | Собор Ілі                      | Цивільний прихід             | графство Кембриджшир                                                                          |
|      | Ексетер                         | з незапам'ятних часів         | 122,40                           | 2007          | Exeter Cathedral               | Район місцевого врядування   | графство Девон (Девоншир)                                                                     |
|      | Глостер                         | 1541                          | 123,21                           |               | Глостерський собор             | район місцевого врядування   | графство Глостершир                                                                           |
|      | Герефорд (не плутати з Герфорд) | з незапам'ятних часів         | 50,40                            |               | Hereford Cathedral             | Цивільний прихід             | графство Герефордшир                                                                          |
|      | Кінгстон-апон-Галл              | 1897                          | 257,00                           | 2007          | не було                        | Район місцевого врядування   | графство Східний Йоркширський Райдінг                                                         |
|      | Ланкастер                       | 1937                          | 45,95                            | 2001          | не було                        | Район місцевого врядування   | графство Ланкашир                                                                             |
|      | Лідс                            | 1893                          | 761,10                           | 2007          | не було                        | Район місцевого врядування   | графство Західний Йоркшир                                                                     |
|      | Лестер                          | 1919                          | 292,60                           | 2007          | не було                        | Район місцевого врядування   | графство Лестершир                                                                            |
|      | Лічфілд                         | з незапам'ятних часів         | 31,00                            |               | Лічфілдський собор             | Цивільний прихід             | графство Стаффордшир                                                                          |
|      | Лінкольн                        | з незапам'ятних часів         | 87,80                            |               | Лінкольнський собор            | Район місцевого врядування   | графство Лінкольншир                                                                          |
|      | Ліверпуль                       | 1880                          | 435,50                           | 2007          | Liverpool Cathedral (1880)     | Район місцевого врядування   | графство Мерсісайд                                                                            |
|      | Лондон                          | з незапам'ятних часів         | 7556,9                           | 2006          | Собор святого Павла            | Район місцевого врядування   | графство Великий Лондон                                                                       |
|      | Манчестер                       | 1853                          | 458,10                           | 2007          | Manchester Cathedral (1847)    | Район місцевого врядування   | графство Великий Манчестер                                                                    |
|      | Мілтон-Кінз                     | 2022                          | 248,8                            | 2011          |                                | Район місцевого врядування   | графство Бакінгемшир                                                                          |
|      | Ньюкасл-апон-Тайн (Ньюкасл)     | 1882                          | 271,60                           | 2007          | Newcastle Cathedral (1882)     | Район місцевого врядування   | графство Тайн та Вір                                                                          |
|      | Норвіч (Норич)                  | з незапам'ятних часів         | 132,20                           | 2007          | Norwich Cathedral              | Район місцевого врядування   | графство Норфолк                                                                              |
|      | Ноттінгем                       | 1897                          | 288,70                           | 2007          | не було                        | Район місцевого врядування   | графство Ноттінгемшир                                                                         |
|      | Оксфорд                         | 1542                          | 151,00                           | 2007          | Церква Царя Христа             | Район місцевого врядування   | графство Оксфордшир                                                                           |
|      | Пітерборо                       | 1541                          | 163,30                           | 2007          | Peterborough Cathedral         | Район місцевого врядування   | графство Кембриджшир                                                                          |
|      | Плімут                          | 1928                          | 250,70                           | 2007          | не було                        | Район місцевого врядування   | графство Девон                                                                                |
|      | Портсмут                        | 1926                          | 197,70                           | 2007          | не було                        | Район місцевого врядування   | графство Гемпшир                                                                              |
|      | Престон                         | 2002                          | 131,90                           | 2007          | не було                        | район місцевого врядування   | графство Ланкашир                                                                             |
|      | Ріпон                           | 1836                          | 15,92                            | 2001          | Ripon Cathedral (1836)         | Цивільний прихід             | графство Північний Йоркшир                                                                    |
|      | Солфорд                         | 1926                          | 219,20                           | 2007          | не було                        | Район місцевого врядування   | графство Великий Манчестер                                                                    |
|      | Саутенд-он-Сі                   | 2022                          | 180,8                            | 2021          | не було                        | Район місцевого врядування   | графство Ессекс                                                                               |
|      | Солсбері                        | з незапам'ятних часів         | 45,00                            | 2006          | Солсберійський собор           | Charter Trustees‡            | графство Вілтшир                                                                              |
|      | Шеффілд                         | 1893                          | 530,30                           | 2007          | не було                        | Район місцевого врядування   | графство Південний Йоркшир                                                                    |
|      | Саутгемптон                     | 1964                          | 228,60                           | 2007          | не було                        | Район місцевого врядування   | графство Гемпшир                                                                              |
|      | Сент-Олбанс                     | 1877                          | 64,04                            |               | Сент-Олбанський собор (1877)   | Район місцевого врядування   | графство Гартфордшир                                                                          |
|      | Сток-он-Трент                   | 1925                          | 239,70                           | 2006          | не було                        | Район місцевого врядування   | графство Стаффордшир                                                                          |
|      | Сандерленд                      | 1992                          | 280,30                           | 2007          | не було                        | Район місцевого врядування   | графство Тайн та Вір                                                                          |
|      | Труро                           | 1877                          | 20,92                            | 2001          | Truro Cathedral (1877)         | Цивільний прихід             | графство Корнуол                                                                              |
|      | Вейкфілд                        | 1888                          | 321,60                           | 2007          | Wakefield Cathedral (1888)     | Район місцевого врядування   | графство Західний Йоркшир                                                                     |
|      | Веллс                           | 1205                          | 10,41                            | 2001          | Wells Cathedral                | Цивільний прихід             | графство Сомерсет (Сомерсетшир)                                                               |
|      | Вестмінстер                     | 1540                          | 234,10                           | 2007          | Вестмінстерське абатство       | Район місцевого врядування   | графство великий Лондон                                                                       |
|      | Вінчестер                       | з незапам'ятних часів         | 111,30                           | 2007          | Вінчестерський собор           | Район місцевого врядування   | графство Гемпшир                                                                              |
|      | Вулвергемптон                   | 2000                          | 236,00                           | 2006          | не було                        | Район місцевого врядування   | графство Західний Мідлендс                                                                    |
|      | Вустер                          | з незапам'ятних часів         | 93,70                            |               | Worcester Cathedral            | Район місцевого врядування   | графство Вустершир                                                                            |
|      | Йорк                            | з незапам'ятних часів         | 193,30                           | 2007          | Йоркський собор                | Район місцевого врядування   | графство Йоркшир                                                                              |

## Північна Ірландія
| Герб                                         | Місто               | Оригінальна назва   | Рік присвоєння статусу «сіті» | Чисельність населення, тис. осіб | за даними, р. | (Єпархіальний) собор (до 1888) | Врядування                 | Графство або область  |
| -------------------------------------------- | ------------------- | ------------------- | ----------------------------- | -------------------------------- | ------------- | ------------------------------ | -------------------------- | --------------------- |
|                                              | Арма                | Armagh              | 1994                          | 61,01                            | 2011          | не було                        | Район місцевого врядування | графство Арма         |
| Файл:Coat of arms of Bangor, County Down.png | Бангор              | Bangor              | 2022                          | 14,59                            | 2001          | не було                        | Район місцевого врядування | графство Даун         |
|                                              | Белфаст             | Belfast             | 1888                          | 276,46                           |               | не було                        | Район місцевого врядування | графство Антрім       |
|                                              | Деррі (Лондондеррі) | Derry (Londonderry) | 1604                          | 83,65                            |               | не було                        | Район місцевого врядування | графство Лондондеррі  |
|                                              | Лісберн             | Lisburn             | 2002                          | 71,46                            | 2001          | не було                        | Район місцевого врядування | графства Даун, Антрім |
|                                              | Ньюрі               | Newry               | 2002                          | 27,43                            |               | не було                        | немає                      | графства Даун, Арма   |

## Шотландія
| Герб | Місто      | Оригінальна назва | Рік присвоєння статусу «сіті»                                           | Чисельність населення, тис. осіб | за даними, р. | (Єпархіальний) собор (до 1888) | Врядування                 | Графство або область   |
| ---- | ---------- | ----------------- | ----------------------------------------------------------------------- | -------------------------------- | ------------- | ------------------------------ | -------------------------- | ---------------------- |
|      | Абердин    | Aberdeen          | 1891                                                                    | 192,08                           | 2006          | не було                        | Район місцевого врядування | область Абердин        |
|      | Данді      | Dundee            | 1889                                                                    | 141,93                           | 2006          | не було                        | Район місцевого врядування | область Данді          |
|      | Данфермлін | Dunfermline       | 2022                                                                    | 58,50                            | 2020          | не було                        | Район місцевого врядування | область Файф           |
|      | Единбург   | Edinburgh         | 1329                                                                    | 468,07                           | 2007          | St. Giles' Cathedral           | Район місцевого врядування | область Единбург       |
|      | Глазго     | Glasgow           | 1492                                                                    | 580,69                           | 2006          | St. Mungo's Cathedral          | Район місцевого врядування | область Глазго         |
|      | Інвернесс  | Inverness         | 2000                                                                    | 51,83                            |               | не було                        | немає                      | область Гайленд        |
|      | Перт       | Perth             | 2012 Статус міста існував з XII століття, але був скасований 1975 року. | 45,77                            |               | не було                        | немає                      | область Перт-і-Кінросс |
|      | Стерлінг   | Stirling          | 2002                                                                    | 41,24                            | 2001          | не було                        | немає                      | область Стерлінг       |

## Уельс
| Герб                                 | Місто        | Оригінальна назва      | Рік присвоєння статусу «сіті» | Чисельність населення, тис. осіб | за даними, р. | (Єпархіальний) собор (до 1888) | Врядування                 | Графство або область                                                               |
| ------------------------------------ | ------------ | ---------------------- | ----------------------------- | -------------------------------- | ------------- | ------------------------------ | -------------------------- | ---------------------------------------------------------------------------------- |
|                                      | Бангор       | Bangor                 | з незапам'ятних часів         | 21,74                            | 2008          | Bangor Cathedral               | Громада                    | графство Гвінет                                                                    |
|                                      | Кардіфф      | Cardiff                | 1905                          | 317,50                           | 2001          | не було                        | Район місцевого врядування | місто-графство, з 1535 по 1888 рік — графство Гламорган                            |
|                                      | Ньюпорт      | Newport                | 2002                          | 140,20                           | 2006          | не було                        | Район місцевого врядування | місто-графство, до 1974 року — графство Монмутшір, з 1974 по 1996 — графство Гвент |
|                                      | Рексем       | Wrexham                | 2022                          | 61,6                             | 2011          | не було                        | Район місцевого врядування | графство Клуїд                                                                     |
|                                      | Сент-Асаф    | St Asaph               | 2012                          | 3,444                            | 2010          | не було                        | громада                    | область Денбігшир                                                                  |
|                                      | Сент-Дейвідс | Сент-Дейвідський собор | 1994                          | 1,80                             | 2001          | не було                        | Громада                    | графство Пембрукшир                                                                |
| Файл:Coat of Arms of Swansea.png50px | Свонсі       | Swansea                | 1969                          | 228,10                           |               | не було                        | Район місцевого врядування | місто-графство, до 1888 р. — графство Гламорган                                    |